# Perclorat de calci
El perclorat de calci, de fórmula {\displaystyle {\ce {Ca(ClO4)2}}}, és un compost iònic, una sal, que es presenta en fora cristal·lina de color groc. Com un fort agent oxidant, reacciona amb agent reductors quan s'encalenteix. El perclorat de calci es caracteritza per tenir una explosiva reacció. El Ca(ClO₄)₂ és un compost present al sòl del planeta Mart, comptant per a gairebé 1% de la pols de Mart, en pes.

## Preparació
El perclorat de calci es pot preparar amb l'escalfament d'una mescla de carbonat de calci i una dissolució d'àcid perclòric:
{\displaystyle {\ce {CaCO3_{(s)}~+~HClO4_{(aq)}~->~Ca(ClO4)2*4H2O_{(s)}~+~CO2_{(g)}}}}El producte que s'obté és el perclorat de calci—aigua(1/4), que pot transformar-se en perclorat de calci anhidre per escalfament.
També pot preparar-se mitjançant un mètode electrolític en aigua a partir de clorat de calci, {\displaystyle {\ce {Ca(ClO3)2}}}, en un ànode de platí emprant un càtode d'acer inoxidable.

## Propietats
El perclorat de calci és un agent oxidant inorgànic fort, que augmenta la combustió d'altres substàncies que potencialment poden conduir a l'explosió. L'ió perclorat, ClO₄-, té una estructura tetraèdrica que està fortament estabilitzada degut a la seva relativament baixa polaritzabilitat.
La conductància electròlita de Ca(ClO4)2 i cations de metall doblement carregats s'ha provat en solucions orgàniques d'acetonitril. L'interès en les interaccions dels cations metàl·lics dels perclorats amb lligands fotosensibles ha augmentat degut al desenvolupament d'uns molt específics indicadors fluorescents.

## Reaccions
Una molècula híbrida orgànica-inorgànica es forma amb l'ús de dioxazaphosphocanes, vuit fosfonats cíclics d'hidrogen i calci. El calci del perclorat de calci contribueix en l'integritat estructural de la molècula oligomèrica; els quatre ions de calci estàn lligats entre quatre grups funcionals de dioxazaphosphocanes.

## Toxicitat
El perclorat de calci és tòxic per als humans, tant sigui per ingestió o inhalació de partícules de pols, o en menys quantitat, per contacte amb la pell.